# Anna Blaman
Anna Blaman, pseudonimul Johannei Petronella Vrugt, (n. 31 ianuarie 1905, Rotterdam, Țările de Jos – d. 13 iulie 1960, Rotterdam, Țările de Jos) a fost o scriitoare proeminentă a literaturii neerlandeze.

## Biografie
A debutat în anul 1941 cu romanul Vrouw en vriend.
În anul 1956 primește premiul literar P.C. Hooft pentru întreaga carieră.
Moare la data de 13 iulie 1960, la Rotterdam, din cauza unui accident vascular cerebral.

## Opera
- 1941 - Vrouw en vriend
- 1943 - Ontmoeting met Selma
- 1948 - Eenzaam avontuur
- 1950 - De kruisvaarder
- 1956 - In duizend vrezen, wagenspel
- 1951 - Ram Horna en andere verhalen
- 1951 - De doolhof. Roman door Anna Blaman, Antoon Coolen e.a.
- 1954 - Op leven en dood
- 1957 - Overdag en andere verhalen
- 1957 - Het Costerman-oproer, wagenspel
- 1959 - Het De Vletter-oproer, wagenspel
- 1960 - De verliezers